# Anton Stres
Anton Stres (Donačka Gora, 15. prosinca 1942.) slovenski je prelat Katoličke Crkve koji je služio kao nadbiskup ljubljanski nadbiskup i metropolit te predsjednik Slovenske biskupske konferencije od 2010. do 2013. godine.

## Životopis
Doktorirao je teologiju u Ljubljani 1974. temom „Razvoj marksističkog shvaćanja religije u poslijeratnoj Jugoslaviji” te iz filozofije na Katolićkom institutu u Parizu 1984. temom „Le concept de la liberté chez Hegel et sa reprise chez Marx”.
Od 1997. godine vodio je studije na Socijalnoj akademiji, a od 1985. bio je pri Slovenskoj biskupskoj konferenciji predsjednik povjerenstva „Pravda i mir”.

## Djela
- „Sloboda i pravednost” (1996.)[2]
- „Osoba i društvo” (1991.).[2]
- „Čovjek i njegov Bog” (1994.).[2]

## Pogledi
U vremenu prije slovenskoga osamostaljenja smatran je najpoznatijim filozofskim kritičarom marksizma i komunizma. Nakon pada komunizma u Slovenije posvetio se istraživanjima liberalizma.